# Cugel
Cugel l'astucieux (API : [ˈkuɡəl],) est un des plus célèbres personnages de l'auteur de science-fiction Jack Vance figurant dans la série la Terre mourante.

## Caractéristiques du personnage
C'est un aventurier mince aux cheveux noirs, aux longues jambes et au caractère égocentrique. Au cours de ses aventures, il se sort de situations difficiles en se jouant des autres. Il ne réfléchit pas aux conséquences de ses actes et n'y attache par la suite que peu d'importance.
Il a les caractéristiques d'un anti-héros. Bien qu'il se croie esthète et supérieur aux autres, il s'avère être dans ses actions un menteur, un intrigant, un voleur, un couard qui fuit ses responsabilités, et fait preuve d'un esprit égoïste, retors et avare. Dans ses aventures, Cugel tente de prendre l'avantage sur les autres, se plaint quand ils le font échouer ou le maudissent pour les avoir lésés ou parce ses ruses ont été révélées. D'une manière générale, Cugel finit lui-même en victime d'un piège, c'est pourquoi l'intitulé « Cugel l'Astucieux » peut être interprété comme un titre ironique.
Un autre trait de Cugel est de s'imaginer être un grand séducteur, une qualité qui n'est perceptible que par lui-même : en ce qui concerne ses conquêtes, il négocie l'une à des brigands en échange d'un accès sans risque à une autre contrée, laisse une autre se noyer et ne fait rien pour empêcher la destruction de son village, et il est la cause de la terreur qui plane sur le village de la troisième. Il est à noter qu'il ne traite guère mieux les hommes : dans une de ses aventures, il corrompt un prêtre, le persuadant d'envoyer cinquante pèlerins pour un pèlerinage absurde dans l'unique but de l'aider à franchir un désert dangereux. Néanmoins, à sa propre surprise, il manifeste un véritable respect pour les pèlerins les plus désintéressés.

## Commentaire de l'auteur
Moins sévère, Jack Vance le décrit comme « un homme très capable qui sait s'adapter mais qui est obstiné... aux doigts agiles et avare de paroles... son regard acéré, son nez inquisiteur, sa moue moqueuse lui donnent ce visage mince et osseux, cette expression vive, sincère et affable... Il est passé par beaucoup d'épreuves et y a gagné de la souplesse face aux événements, l'art d'être discret, et un esprit à la fois bravache et voleur. »

## Autour de l'œuvre
- Sur les traces de Cugel l'Astucieux, une anthologie de Philippe Monot : recueil de nouvelles autour de l'univers de Jack Vance, Editions Nestiveqnen, 2002,  (ISBN 2-910899-67-5)
- Critique littéraire : Cugel l’astucieux de Jack Vance, 28 septembre 2011 sur : http://lordius1er.blogspot.fr/2011/09/critique-litteraire-cugel-lastucieux-de.html